# گذرگاه خوست-گاردیز
گذرگاه خوست-گاردیز (انگلیسی: Khost-Gardez Pass) که در اصطلاح محلی آن را گذرگاه ستی-کاندو یا در اصطلاح نیروهای روسی گذرگاه ساتوکنداو توسط می‌دانند، اصلی‌ترین راه زمینی است که خوست، مرکز استان خوست و گردیز پایتخت استان پکتیا، در شرق افغانستان را بهم پیوند می‌دهد. این گذرگاه یک جاده خاکی ناهموار می‌باشد، اگرچه به عنوان بخشی از تلاش‌های بین‌المللی بازسازی در افغانستان، توسط تیم‌های ساختمانی به آرامی در حال بهبود است.

## تاریخچه
گذرگاه خوست-گاردیز از دوران باستان مورد استفاده بوده و به عنوان یکی از اصلی‌ترین مسیرهای اتصال کابل به مکان‌های شبه قاره هند استفاده می‌شده‌است. در زمان اشغال شوروی، این گذرگاه مکانی برای حملات مجاهدین به ستون‌های نظامی شوروی بود. بخش‌هایی از این گذرگاه توسط تلاش‌های توسعه بین‌المللی آلمان طی دهه ۱۹۷۰، قبل از اشغال شوروی، آسفالت شده‌است. در طی جنگ اتحاد جماهیر شوروی و افغانستان، عبور و مرور توسط مجاهدین کنترل شد و نتیجه آن محاصره یک دهه خوست بود. در جنگ داخلی افغانستان، کنترل این گذرگاه از آنجا که امکان تأمین مجدد شهر خوست بسیار مهم بود.

## موقعیت جغرافیایی
گذرگاه خوست-گاردیز از دره رودخانه گاردیز به بالاترین نقطه خود تقریباً ۲۰۰۰ فوت (۶۱۰ متر) صعود می‌کند، سپس ۴۰۰۰ فوت (۱۲۰۰ متر) به کف دره خوست می‌پیچد. این گذرگاه از مناطق مختلف دولتی و قبیله‌ای عبور می‌کند، از جمله ولسوالی‌های شواک، گردا سرای و ویزه زادران در پکتیا و بسمیل در خوست. این گذرگاه در ماه‌های زمستان پر از برف می‌باشد، اما در بقیه سال بسیار خشک است. پوشش گیاهی از درختان اسکراب و درختان کوچک این گذرگاه را می‌پوشاند و از مناطق آبیاری کمی وجود دارد.

## مردم
در این سرزمین مردم پشتون و تاجیک زندگی می‌کنند که بیشتر این جمعیت را مردم پشتون تشکیل می‌دهند. بنظر می‌رسد که قبیله زدران قبیله غالب پشتون ساکن منطقه گذرگاه خوست-گاردیز است.

## امنیت
وضعیت امنیتی در گذرگاه خوست-گردیز همچنان ناامن است. حملات عناصر شبه نظامی تکرار می‌شود و نیروهای ائتلاف و افغان و غیرنظامیان گاهگاهی توسط بمب‌های دست‌ساز کشته می‌شوند. نیروهای امنیت ملی افغانستان (ANSF) و نیروهای نظامی ایالات متحده در نقاط مختلف این گذرگاه برای تأمین امنیت مسافران پست‌های امنیتی می‌گذارند.